# 주피터-C

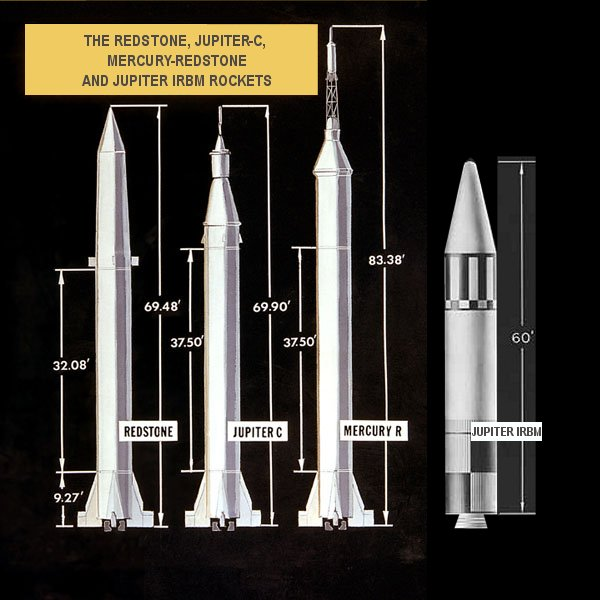
왼쪽부터 레드스톤, 주피터-C 로켓, 머큐리 레드스톤, 쥬피터 IRBM

주피터-C(Jupiter-C)는 미국의 3단 준궤도(suborbital) 우주로켓에 사용된 관측 로켓이다. 1956년부터 1957년에 걸쳐 대기권 진입 시에 노즈콘 시험을 위해 쓰였다. 케이프커내버럴 공군 기지에서 3회 발사되었으며, 육군탄도미사일국(ABMA)에서 개발했다. 이후에 배치된 주피터 중거리 탄도 미사일은 같은 주피터라는 명칭을 갖고 있지만 주피터-C와는 완전히 다른 로켓이다. 관측 로켓 주피터-C를 개량하여 우주발사체 주노 I을 만든 것으로서, 미국 최초의 인공위성 익스플로러 1호를 발사했다.

## 같이 보기
- 주노 I
- 익스플로러 1호